# The Wallflower (Dance with Me, Henry)
The Wallflower (także znana jako Roll with Me, Henry i Dance with Me, Henry) – piosenka z 1955 roku autorstwa Johnny'ego Otisa, Hanka Ballarda i Etty James. Była to piosenka-odpowiedź na utwór "Work with Me, Annie". Obie kompozycje posiadają tą samą bluesową melodię.
Etta James nagrała piosenkę dla Modern Records pod tytułem "The Wallflower". Stała się ona hitem numer jeden w Stanach Zjednoczonych przez cztery tygodnie. Oryginalna wersja pod tytułem "Roll With Me, Henry" była uznana za zbyt wulgarną do grania w popularnych stacjach radiowych.
W 1955, piosenkę wykonała Georgia Gibbs, zmieniając tytuł na "Dance with Me Henry". Utwór w jej wersji stał się młodzieżowym przebojem, będąc najczęściej graną piosenką na dyskotekach. W 1958, Etta James ponownie nagrała utwór, tym razem naśladując wersję Georgii Ribbs.
W 2008, James otrzymała nagrodę Grammy za swoje wykonanie.